# Mark E. Davis
Mark E. Davis, Ph.D., es el catedrático Warren and Katherine Schlinger de ingeniería química del Instituto Tecnológico de California y miembro del City of Hope National Medical Center. Realizó toda su formación universitaria sobre ingeniería química en la Universidad de Kentucky. Su trabajo de investigación se centra en la síntesis de catalizadores y materiales biocompatibles para la administración de fármacos en el cuerpo humano.

## Investigación
Llevó a cabo su tesis doctoral con John Yamanis sobre la ingeniería de las reacciones en reactores de lecho anular (annular bed reactors). Su carrera académica comenzó como profesor asociado a la Virginia Polytechnic Institute & State University en 1981, donde progresó hasta conseguir la cátedra Charles O. Gordon de Ingeniería Química en 1990. Durante su estancia en Virginia Tech, desarrolló algunos de los primeros tamices moleculares de zeolita y aumentó su porosidad. En 1991, pasó a trabajar en el California Institute of Technology, donde sirvió como director ejecutivo del departamento de 1999 a 2004. Además en 2004 se unió al City of Hope National Medical Center, un centro de investigación privado sin ánimo de lucro.
En 1995, se le diagnosticó a su esposa Mary un cáncer de mama, por lo que tuvo que asistir a sesiones de quimioterapia. Davis, tras observar los efectos secundarios del tratamiento contra el cáncer, decidió investigar acerca de moléculas que pudieran prevenir que los medicamentos se filtraran a través de los vasos sanguíneos sanos pero que sí se detuvieran en el tumor. Su grupo mezcló ciclodextrina con el compuesto anticancerígeno camptotecina para mejorar la biodisponibilidad, lo que mostró eficacia en los ensayos con ratones enfermos. El compuesto, CRLX101, ahora se está probando en ensayos clínicos. Las nanopartículas de ciclodextrina también se usan en la actualidad para encapsular siRNA.
Mark E. Davis recibió el Premio Alan T. Waterman en 1990. En 1997, fue seleccionado para entrar en la National Academy of Engineering de Estados Unidos, en 2006, en la Academia Nacional de Ciencias de Estados Unidos, y en 2011, entró en la National Academy of Medicine de EE. UU. En 2014 recibió, junto a Avelino Corma y Galen Stucky, el Premio Príncipe de Asturias de Investigación Científica y Técnica.